# Christuskirche (Fulda)

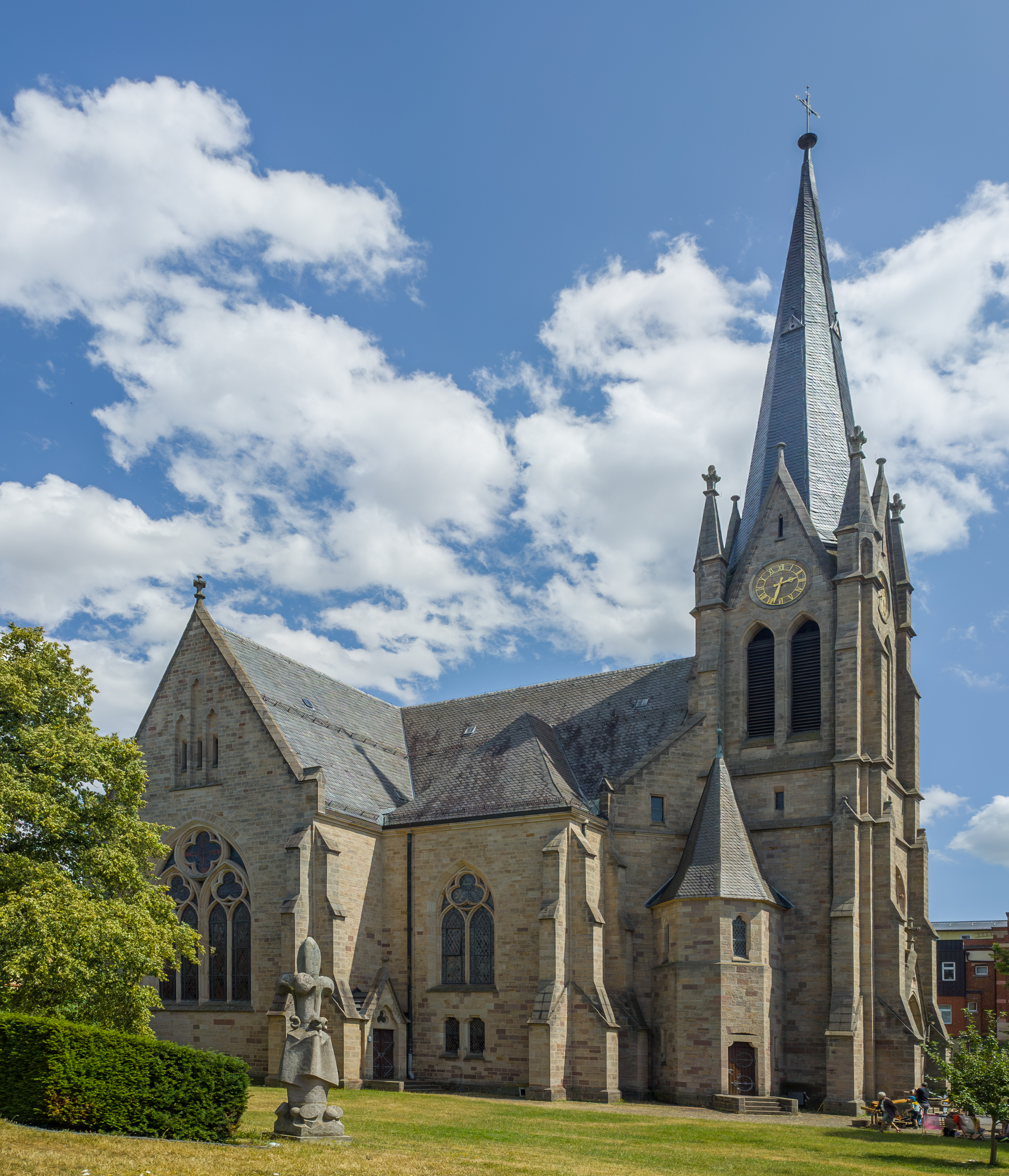
Außenansicht (2023)

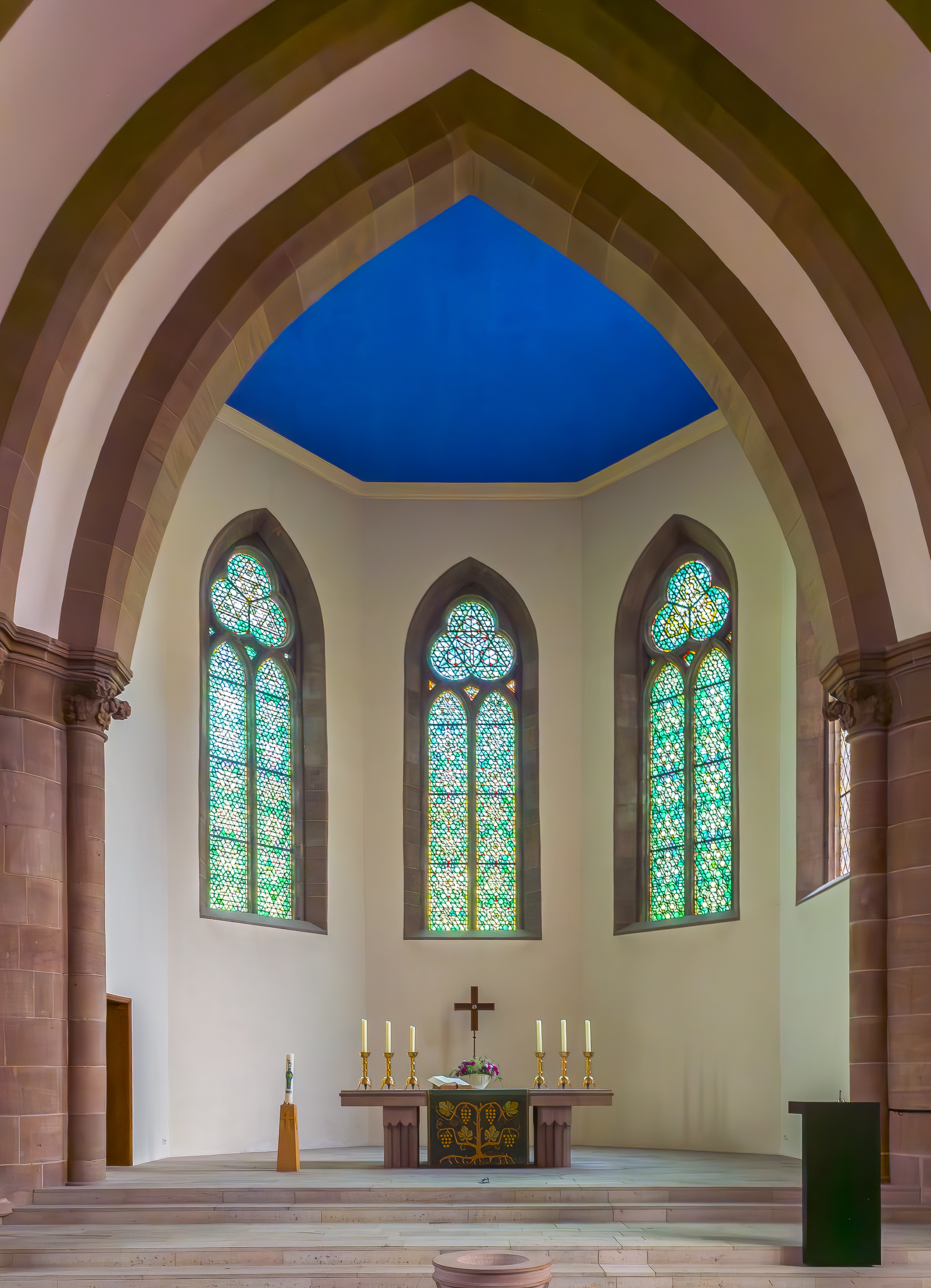
Altarraum (2023)

Die evangelische Christuskirche ist ein ortsbildprägendes Kirchengebäude in Fulda, einer Stadt im Landkreis Fulda (Hessen). Sie gehört zur Christusgemeinde im Kirchenkreis Fulda im Sprengel Hanau-Hersfeld der Evangelischen Kirche von Kurhessen-Waldeck.

## Geschichte
Nach langer Zeit ohne evangelische Gottesdienste in Fulda war es erst Anfang des 19. Jahrhunderts wieder möglich, evangelische Gottesdienste zu feiern. Die Stadt Fulda fiel 1802 an den Erbprinzen Wilhelm Friedrich von Oranien-Nassau, der am 3. April 1803 den ersten evangelischen Gottesdienst im Oratorium Marianum der ehemaligen Universität Fulda ermöglichte. Dieser Raum diente der evangelischen Gemeinde bis zur Einweihung der Christuskirche im Jahr 1896 als Gottesdienststätte.
Mit dem Wachstum der evangelischen Gemeinde reichten die Räumlichkeiten des Oratoriums nicht mehr aus. 1883 beschloss der Kirchenvorstand daher den Bau einer neuen Kirche. Am 24. Juli 1894 wurde der Grundstein der neugotischen Christuskirche gelegt, und am 1. Juli 1896 fand der erste Gottesdienst dort statt.
Im Zweiten Weltkrieg wurde die Christuskirche schwer beschädigt, insbesondere der Altarraum wurde bei einem Bombenangriff am 11. September 1944 zerstört. Nach Kriegsende begann der Wiederaufbau, und am 25. September 1949 wurde die Kirche erneut eingeweiht.
2002 wurden die Außenanlagen der Kirche durch den Kasseler Landschaftsarchitekten Tobias Mann neu gestaltet, wodurch die Kirche stärker in das Stadtbild eingebunden wurde. Im Jahre 2004 wurde der Innenraum der Christuskirche unter der Leitung des Architekten Werner Kramer aus Hünfeld grundlegend saniert. Dabei wurden der ursprüngliche Langhauscharakter wiederhergestellt und die Flachdecke des Chorraums in „himmlischem“ Blau ausgemalt.

## Architektur
Die Gebäudeachse erstreckt sich von Südwesten (mit eingezogenem Westturm) nach Nordosten.
Der Kirchenraum besteht aus einem nur ein Joch langem dreischiffigen Langhaus, hinsichtlich der Höhenverhältnisse einem Zwischending von Hallenkirche und Abseitenkirche, Vierung und Querhaus, sowie einer polygonalen Chorapsis.

## Ausstattung
Die Sanierung im Jahr 2004 brachte auch eine umfassende Neugestaltung der Innenausstattung mit sich. Die Orgelempore wurde zurückgebaut, um den Blick auf das Langhaus zu öffnen, und das Kirchengestühl wurde als zentraler Block im Langhaus angeordnet. Ein Mittelgang führt nun vom Eingang der Kirche über den Taufstein bis zum Altar. Im Kirchenraum stehen schwarze Stühle, welche zu Reihen verbunden sind. Im Altarraum befinden sich neben dem Altar zwei Pulte, von denen das breitere als Kanzel und das schmalere als Ambo dient. Künstlerische Akzente hierbei setzte der Künstler Helmuth Uhrig.

## Orgel

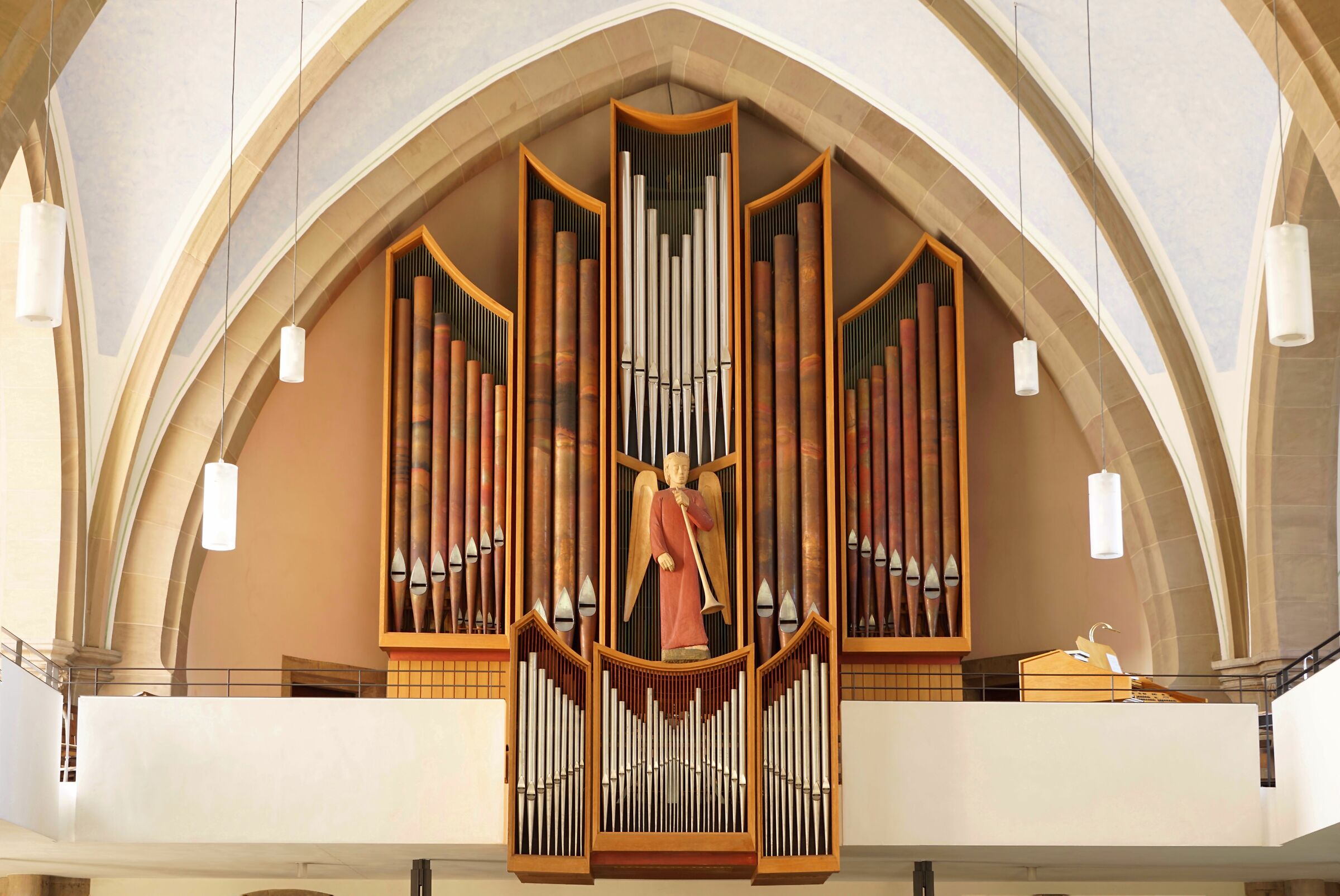
Orgel (2019)

Die erste Orgel wurde im Jahr 1897 durch Wilhelm Ratzmann aus Gelnhausen erbaut und besaß 22 Register. Diese Orgel war mit spätromantischen, zeittypischen Registern ausgestattet. Genauso waren die pneumatischen Kegelladen sowie der neugotische Prospekt der Zeit entsprechend. 1949 wurde das Werk durch Alfred Ott umgebaut und erweitert. Selbiger baute im Jahr 1953 ein Rückpositiv nach einem Entwurf von Walter Supper ein. Die Orgel, welche nun 30 Register besaß, erhielt ein Freipfeifenprospekt.
Die heutige Orgel der Christuskirche wurde 1967 von dem Orgelbauer Matthias Kreienbrink aus Münster und Osnabrück erbaut. Die Disposition plante Walter Supper aus Esslingen. Die Orgel verfügt über 44 Register auf drei Manualen und Pedal.
Das Orgelgehäuse wurde ebenfalls von Walter Supper entworfen. 1997 erfolgte eine Erneuerung des Spieltischs durch den Mitteldeutschen Orgelbau A. Voigt in Bad Liebenwerda. Im Zuge der Renovierungsarbeiten im Jahr 2004 wurden die Orgelempore neu gestaltet und das Rückpositiv versetzt sowie neu intoniert.
| I Rückpositiv C–g3 |        |
| Rohrflöte          | 08′    |
| Quintade           | 08′    |
| Praestant          | 04′    |
| Nachthorn          | 04′    |
| Oktave             | 02′    |
| Terz               | 1 3⁄5′ |
| Quinte             | 1 ⁄3′  |
| Septime            | 1 ⁄7′  |
| Sifflöte           | 1′     |
| Scharff VI         | 0      |
| Dulcian            | 016′   |
| Krummhorn          | 08′    |
| Tremulant          |        |

| II Hauptwerk C–g3 |       |
| Pommer            | 16′   |
| Prinzipal         | 08′   |
| Gedackt           | 08′   |
| Oktave            | 04′   |
| Rohrflöte         | 04′   |
| Quinte            | 2 ⁄3′ |
| Waldflöte         | 02′   |
| None              | 8⁄9′  |
| Sesquialtera II   |       |
| Mixtur VI         |       |
| Trompete          | 08′   |
| Trompete          | 04′   |

| III Schwellwerk C–g3 |     |
| Holzprinzipal        | 08′ |
| Gemshorn             | 08′ |
| Prinzipal            | 04′ |
| Gedacktflöte         | 04′ |
| Schwiegel            | 02′ |
| Rauschwerk III       |     |
| Obertöne III         |     |
| Zimbel III           |     |
| Fagott               | 16′ |
| Rohrschalmey         | 8′  |
| Tremulant            |     |

| Pedalwerk C–f1       |         |
| Prinzipal            | 16′     |
| Subbaß               | 16′     |
| Quintbaß             | 10 2⁄3′ |
| Oktavbaß             | 08′     |
| Holzgedackt          | 08′     |
| Rohrpommer           | 04′     |
| Pedalsesquialter III |         |
| Rauschwerk V         | 0       |
| Trompete             | 16′     |
| Englisch Horn        | 08′     |

## Glocken
Die Geschichte des Glockengeläuts der Christuskirche ist von den Ereignissen der beiden Weltkriege geprägt. 1895 wurde ein vierstimmiges Geläut gegossen, das am Vorabend der Kirchweihe 1896 erstmals erklang. Die Glocken waren auf die Töne h°, e‘, fis‘ und gis‘ gestimmt, ein Motiv, das im Choral „Bis hierher hat mich Gott gebracht“ (Nr. 329) wiederzufinden ist und auch als „Westminister-Motiv“ bekannt ist.
Im Ersten Weltkrieg musste die kleinste der Glocken 1917 abgeliefert werden, deren Verbleib unbekannt blieb. Eine neue Glocke wurde 1927 zu Ostern in Dienst gestellt. Im Zweiten Weltkrieg wurden erneut Glocken für Kriegszwecke abgegeben, sodass nach Kriegsende nur die 1927 gegossene Glocke verblieb. Diese wurde nach der Zerstörung der Christuskirche in die Lutherkirche verbracht. Bis zur Fertigstellung eines neuen Geläuts stellte die Firma Rincker eine Leihglocke zur Verfügung.
1954 wurden die ersten drei Glocken des neuen fünfstimmigen Geläuts geliefert, und am 10. Mai 1965 wurde das Geläut vervollständigt.
| Nr. | Name           | Gussjahr | Gießer, Gussort | Material | Durchmesser (mm) | Gewicht (kg) | Schlagton |
| --- | -------------- | -------- | --------------- | -------- | ---------------- | ------------ | --------- |
| 1   | Christusglocke | 1965     | Rincker, Sinn   | Bronze   | 1447             | 1743         | cis1      |
| 2   | Lukasglocke    | 1954     | Rincker, Sinn   | Bronze   | 1230             | 1049         | e1        |
| 3   | Markusglocke   | 1954     | Rincker, Sinn   | Bronze   | 1095             | 733          | fis1      |
| 4   | Johannesglocke | 1954     | Rincker, Sinn   | Bronze   | 1030             | 664          | gis1      |
| 5   | Matthäusglocke | 1954     | Rincker, Sinn   | Bronze   | 958              | 507          | a1        |

## Kirchengemeinde
Die Kirchengemeinde der Christuskirche ist eine wachsende Gemeinde mitten in Fulda. Aufgrund der positiven Außenwirkung der Gemeinde gehören auch viele Menschen außerhalb des Gemeindebezirks zur Christuskirche. Die Christuskirchengemeinde in Fulda gehört zum Kooperationsraum Fulda Mitte „gemeinsam evangelisch“.